# MedStar I: Médicos de guerra
MedStar I: Médicos de guerra es la tercera novela de la serie Las Guerras Clon, y primera parte de la bilogía MedStar basada en el universo Star Wars, más concretamente en el conflicto ficticio llamado Guerras Clon. Fue escrita por Michael Reaves y Steve Perry y publicada en España en enero de 2005 por la editorial Alberto Santos Editor.

## Argumento
Ya han transcurrido dos años de las Guerras Clon y la aprendiz Barriss Offee ha sido enviada a una última misión tras la cual será promocionada al rango de Caballera Jedi. Una brutal batalla se desarrolla en el planeta Drongar por el control de una misteriosa planta llamada bota, con increíbles efectos curativos.
El libro muestra por primera vez una perspectiva civil de la guerra con personajes principales como el droide I-Cinco (aparecido por primera vez en la novela Darth Maul. El cazador en las tinieblas), la enfermera Tolk, , el psicólogo equani Klo Merit, el reportero sullustano Den Dhur, el médico zabrak Zan y el segundo personaje principal: el médico Jos Vandar.
En mitad de una unidad médica de la República, con la organización criminal Sol, Negro acechando y un traidor entre ellos los miembros de la unidad médica deben estar preparados para todo. Incluido el ataque con el que se cierra el libro y acaba con el zabrak Zan.
El libro muestra además como los sanadores Jedi deben conocer no sólo a canalizar la Fuerza para curar sino a utilizar instrumentos mecánicos más rápidos a la hora de curar, aunque menos efectivos.